# Rhaebo
Rhaebo és un gènere d'amfibis de la família dels bufònids amb 3 espècies que es troben als Andes.

## Taxonomia
| Autor i nom binomials                            | Nom comú |
| ------------------------------------------------ | -------- |
| Rhaebo atelopoides (Lynch & Ruiz-Carranza, 1981) |          |
| Rhaebo colomai (Hoogmoed, 1985)                  |          |
| Rhaebo olallai (Hoogmoed, 1985)                  |          |